# Tobi Reiser
Tobi Reiser (der Ältere; * 1. März 1907 als Tobias Franz Reiser in St. Johann im Pongau; † 31. Oktober 1974 in Zell am See) war ein österreichischer Volksmusiker. Der von ihm geschriebene Maxglaner Zigeunermarsch zählt zu seinen bekanntesten Kompositionen.

## Leben und Wirken
Tobi Reiser wurde am 1. März 1907 als Sohn des gleichnamigen Bierführerwirten und dessen Ehefrau Anna (geborene Schmid) in St. Johann im Pongau geboren und am 7. März 1907 auf den Namen Tobias Franz getauft. Seine Eltern wurden beide in Söll bei Kufstein geboren.
Der Metzgermeister Tobias Reiser wurde als Volksmusikant, Gründer von Gesangs- und Musikgruppen sowie als Erfinder der Stubenmusik bekannt. In seinem Wirken wurde er durch den bayerischen Volksliedsammler Wastl Fanderl und dessen österreichische Kollegen Otto Eberhard und Curt Rotter angeregt und beeinflusst.
1932 begründete Reiser zusammen mit Eberhard das erste öffentliche Volksliedsingen in St. Johann im Pongau sowie in den folgenden Jahren viele weitere Wettbewerbe. Mit den Flachgauer Musikanten schuf er 1934 eine heute noch bestehende Musikgruppe. Im selben Jahr entwickelte der Salzburger Instrumentenbauer Heinrich Bandzauner nach Reisers Vorstellungen das chromatische Hackbrett, eine Neuheit, die das bis dahin fast ausschließlich als Begleitinstrument verwendete diatonische Hackbrett ersetzte.

### Zeit des Nationalsozialismus
Reiser polemisierte schon vor 1938 mit antisemitischem Unterton öffentlich gegen jüdische Tänze und propagierte ein Trachtenverbot für Juden. Am 6. Februar 1940 heiratete er in Grödig eine Christina Brandauer (verwitwete Schlögl). Im Jahr 1941 lobte er das Heimatbrauchtum als die „beste Waffe gegen das jüdische Gift“. Er moderierte eine monatliche Radiosendung im Reichssender Wien.
Die Volkskundlerin Elsbeth Wallnöfer machte 2013 öffentlich, dass Reiser überzeugter Nationalsozialist gewesen war. Der Zeitgeschichtler Oliver Rathkolb schloss 2016 in seinem Buch über Reiser: „Es ist keine Frage mehr, dass die Volkskultur- und Volksmusikarbeit Tobi Reisers system- und herrschaftsstabilisierend gewirkt hat.“ Nach Ende des NS-Regimes habe Reiser seine politische Rolle in Erinnerungsbausteinen völlig umgedeutet und habe versucht, jeden Hinweis auf eine Nähe zur damals illegalen NSDAP in den beginnenden 1930er Jahren abzuwehren. Kulturlandesrat Heinrich Schellhorn (Grüne) betonte im Jahr 2016, das Land Salzburg gehe auf Distanz zur nationalsozialistischen Vergangenheit Reisers, würdige jedoch seine Leistungen für die Salzburger Volkskultur. Reisers bekanntestes Werk, der 1971 veröffentlichte Maxglaner Zigeunermarsch, wird in der Literatur mit dem nationalsozialistischen Zwangslager Salzburg-Maxglan in Verbindung gebracht.

### Nachkriegszeit
1945 wurde Reiser aller Ämter enthoben. 1946 initiierte er gemeinsam mit Karl Heinrich Waggerl das Salzburger Adventsingen und gründete im selben Jahr das Salzburger Heimatwerk, Heimatverein und Verkaufsgeschäft bodenständiger handwerklicher Erzeugnisse.

### Stubenmusik
Das 1953 gegründete Tobi Reiser Quintett (später als Ensemble Tobias Reiser vom Sohn weitergeführt) wurde zum Vorbild vieler Volksmusikgruppen in Österreich und Bayern. Durch die Einführung einer damals völlig neuen Spielart hat Tobi Reiser den alpenländischen Raum musikalisch revolutioniert. Die Stubenmusik, das Zusammenspiel von Zither, Gitarre, Harfe, Hackbrett und Kontrabass, entspricht seinen Vorstellungen aus den 1950er Jahren. Dieser Stil wurde keine sechzig Jahre nach seiner Entstehung oft für die ursprünglichste Art der Volksmusik gehalten.

### Tod
Am 31. Oktober 1974 starb Reiser im Alter von 67 Jahren in Zell am See.

## Familie
Sein Sohn Tobias Reiser (1946–1999) übernahm vom Vater sowohl das Ensemble wie auch die Leitung des Adventsingens und später auch die des Heimatwerks.

## Tobi-Reiser-Preis
Seit 1992 wurde jährlich ein nach Tobi Reiser benannter Volkskulturpreis (Tobi-Reiser-Preis) vergeben. Angesichts Reisers Rolle in der Zeit des Nationalsozialismus wurde die Verleihung des Preises 2013 ausgesetzt. Nach einem Gutachten des Historikers Oliver Rathkolb entschied der Verein des Salzburger Adventssingens in Abstimmung mit dem Land Salzburg im Jahr 2016, einen nach Tobi Reiser benannten Preis nicht mehr zu vergeben.